# Elaphropus
Elaphropus es un género de escarabajos.

## Especies
- Elaphropus abimva
- Elaphropus acutifrons
- Elaphropus aeneus
- Elaphropus aequistriatus
- Elaphropus aethiopicus
- Elaphropus afer
- Elaphropus akkadi
- Elaphropus amabilis
- Elaphropus ambiguus
- Elaphropus amplians
- Elaphropus amplipennis
- Elaphropus anatolicus
- Elaphropus anceps
- Elaphropus andrewesi
- Elaphropus angolanus
- Elaphropus annae
- Elaphropus anomalus
- Elaphropus anthrax
- Elaphropus apicalis
- Elaphropus arcuatus
- Elaphropus ascendens
- Elaphropus asthenes
- Elaphropus auberti
- Elaphropus axillaris
- Elaphropus babaulti
- Elaphropus badius
- Elaphropus banksi
- Elaphropus barringtoni
- Elaphropus basilewskyi
- Elaphropus bechynei
- Elaphropus belli
- Elaphropus bembidiiformis
- Elaphropus biblis
- Elaphropus bibulus
- Elaphropus biby
- Elaphropus bicolor
- Elaphropus biplagiatus
- Elaphropus bipustulatus
- Elaphropus bisbimaculatus
- Elaphropus bisignatus
- Elaphropus blandus
- Elaphropus bodemeyeri
- Elaphropus bombycinus
- Elaphropus boninensis
- Elaphropus borealis
- Elaphropus borneensis
- Elaphropus brevis
- Elaphropus brittoni
- Elaphropus brunnicollis
- Elaphropus buprestioides
- Elaphropus burgeoni
- Elaphropus buxans
- Elaphropus callispilotus
- Elaphropus capax
- Elaphropus capicola
- Elaphropus caraboides
- Elaphropus carvalhoi
- Elaphropus castaneus
- Elaphropus cautus
- Elaphropus ceylanicus
- Elaphropus chalceus
- Elaphropus championi
- Elaphropus chappuisi
- Elaphropus charactus
- Elaphropus charis
- Elaphropus chimbu
- Elaphropus chujoi
- Elaphropus cockerelli
- Elaphropus collarti
- Elaphropus compactus
- Elaphropus comptus
- Elaphropus confusus
- Elaphropus congener
- Elaphropus congoanus
- Elaphropus conjugens
- Elaphropus conspicuus
- Elaphropus constrictus
- Elaphropus convexicollis
- Elaphropus conveximargo
- Elaphropus convexulus
- Elaphropus convexus
- Elaphropus corax
- Elaphropus cordatus
- Elaphropus cordicollis
- Elaphropus crassus
- Elaphropus cruciatus
- Elaphropus curticollis
- Elaphropus curvimanus
- Elaphropus debilis
- Elaphropus decoloratus
- Elaphropus decoratus
- Elaphropus denticollis
- Elaphropus derbendensis
- Elaphropus diabrachys
- Elaphropus didymus
- Elaphropus diversus
- Elaphropus divisus
- Elaphropus dolosus
- Elaphropus donaldi
- Elaphropus drimostomoides
- Elaphropus dubius
- Elaphropus dulcis
- Elaphropus duplicatus
- Elaphropus efflatouni
- Elaphropus elegans
- Elaphropus elutus
- Elaphropus emellen
- Elaphropus emeritus
- Elaphropus erotyloides
- Elaphropus ethmoides
- Elaphropus eueides
- Elaphropus eumorphus
- Elaphropus euphraticus
- Elaphropus eurynotus
- Elaphropus exaratus
- Elaphropus expansicollis
- Elaphropus expunctus
- Elaphropus fadli
- Elaphropus fartus
- Elaphropus fatuus
- Elaphropus faustus
- Elaphropus feai
- Elaphropus ferroa
- Elaphropus ferrugatus
- Elaphropus ferrugineus
- Elaphropus finitimus
- Elaphropus flavicornis
- Elaphropus florus
- Elaphropus fluviatilis
- Elaphropus fordi
- Elaphropus formosanus
- Elaphropus formosus
- Elaphropus frischi
- Elaphropus fukiensis
- Elaphropus fumatus
- Elaphropus fumicatus
- Elaphropus fur
- Elaphropus fuscicauda
- Elaphropus fuscicornis
- Elaphropus fusculus
- Elaphropus fusiformis
- Elaphropus gerardi
- Elaphropus gerardianus
- Elaphropus germanus
- Elaphropus gestroi
- Elaphropus ghesquierei
- Elaphropus glis
- Elaphropus globulus
- Elaphropus gongylus
- Elaphropus gradatus
- Elaphropus granarius
- Elaphropus grandicollis
- Elaphropus granum
- Elaphropus grimmi
- Elaphropus haemorrhoidalis
- Elaphropus haliploides
- Elaphropus hamoni
- Elaphropus helmsi
- Elaphropus hiermeieri
- Elaphropus hirsutus
- Elaphropus hoemorroidalis
- Elaphropus holomelas
- Elaphropus holzschuhi
- Elaphropus horni
- Elaphropus humeralis
- Elaphropus hydraenoides
- Elaphropus iaspideus
- Elaphropus imadatei
- Elaphropus imerinae
- Elaphropus imitans
- Elaphropus imperfectus
- Elaphropus inaequalis
- Elaphropus incilis
- Elaphropus incurvus
- Elaphropus interpunctatus
- Elaphropus iranicus
- Elaphropus jakli
- Elaphropus javanicus
- Elaphropus jeanneli
- Elaphropus kanalensis
- Elaphropus klapperichi
- Elaphropus klugii
- Elaphropus krueperi
- Elaphropus kuriharai
- Elaphropus laetificus
- Elaphropus laevissimus
- Elaphropus lamottei
- Elaphropus laotinus
- Elaphropus latissimus
- Elaphropus latus
- Elaphropus leleupi
- Elaphropus lembodes
- Elaphropus leptothorax
- Elaphropus levipes
- Elaphropus liebecki
- Elaphropus lindemannae
- Elaphropus loma
- Elaphropus longior
- Elaphropus loriae
- Elaphropus lucasii
- Elaphropus lusindoi
- Elaphropus luteus
- Elaphropus madagascariensis
- Elaphropus madecassus
- Elaphropus majusculus
- Elaphropus malabaricus
- Elaphropus marani
- Elaphropus marchantarius
- Elaphropus martensi
- Elaphropus massarti
- Elaphropus maximus
- Elaphropus mediopunctatus
- Elaphropus mellitus
- Elaphropus meridionalis
- Elaphropus micraulax
- Elaphropus microspilus
- Elaphropus milneanus
- Elaphropus moestus
- Elaphropus momvu
- Elaphropus monticola
- Elaphropus morphnus
- Elaphropus mundulus
- Elaphropus mutatus
- Elaphropus nadzab
- Elaphropus nalandae
- Elaphropus nannodes
- Elaphropus nanophyes
- Elaphropus natalicus
- Elaphropus nebulosus
- Elaphropus nepos
- Elaphropus nervosus
- Elaphropus nigellus
- Elaphropus nigrinus
- Elaphropus nigritulus
- Elaphropus nigrolimbatus
- Elaphropus nilgiricus
- Elaphropus nipponicus
- Elaphropus nitens
- Elaphropus notaphoides
- Elaphropus numatai
- Elaphropus obesulus
- Elaphropus obliteratus
- Elaphropus obtusellus
- Elaphropus occidentalis
- Elaphropus ocellatus
- Elaphropus octostriatus
- Elaphropus opacus
- Elaphropus optimus
- Elaphropus ordensis
- Elaphropus orphnaeus
- Elaphropus ovatus
- Elaphropus ovensensis
- Elaphropus ovoideus
- Elaphropus pachys
- Elaphropus pakistanus
- Elaphropus pallidicauda
- Elaphropus pallidicornis
- Elaphropus papuae
- Elaphropus par
- Elaphropus parapictus
- Elaphropus parasenarius
- Elaphropus parvulus
- Elaphropus patruelis
- Elaphropus pauliani
- Elaphropus pericallis
- Elaphropus peryphinus
- Elaphropus pictus
- Elaphropus plumbeus
- Elaphropus pluripunctus
- Elaphropus poecilopterus
- Elaphropus politus
- Elaphropus polyporus
- Elaphropus porosus
- Elaphropus pseudocomptus
- Elaphropus pseudoconvexulus
- Elaphropus pseudofeai
- Elaphropus pseudoornatus
- Elaphropus psiloides
- Elaphropus psilus
- Elaphropus pulcher
- Elaphropus punctus
- Elaphropus purgatus
- Elaphropus pwetoensis
- Elaphropus quadrisignatus
- Elaphropus radjabii
- Elaphropus rapax
- Elaphropus renoicus
- Elaphropus reticulatus
- Elaphropus reticuloides
- Elaphropus rhombophorus
- Elaphropus rubescens
- Elaphropus rubricauda
- Elaphropus rubronitens
- Elaphropus rufinus
- Elaphropus rufoniger
- Elaphropus sabulosus
- Elaphropus salemus
- Elaphropus saturatus
- Elaphropus saundersi
- Elaphropus schawalleri
- Elaphropus schuelei
- Elaphropus sebakwensis
- Elaphropus sectator
- Elaphropus secutorius
- Elaphropus sedulus
- Elaphropus senarius
- Elaphropus senegalensis
- Elaphropus septemstriatus
- Elaphropus serrulatus
- Elaphropus serrulipennis
- Elaphropus sexstriatus
- Elaphropus seydeli
- Elaphropus shunichii
- Elaphropus sinaiticus
- Elaphropus singularis
- Elaphropus skalei
- Elaphropus solidus
- Elaphropus spenceri
- Elaphropus sphaeroidalis
- Elaphropus spurcus
- Elaphropus spurius
- Elaphropus stenoderus
- Elaphropus stevensi
- Elaphropus straneoi
- Elaphropus striatifrons
- Elaphropus striatulus
- Elaphropus striolatus
- Elaphropus strongylus
- Elaphropus subfumatus
- Elaphropus submutatus
- Elaphropus subopacus
- Elaphropus surdus
- Elaphropus suturalis
- Elaphropus tagax
- Elaphropus tahoensis
- Elaphropus tatei
- Elaphropus tecospilus
- Elaphropus tetradymus
- Elaphropus tetraspilus
- Elaphropus thlibodes
- Elaphropus thoracicus
- Elaphropus tor
- Elaphropus tostus
- Elaphropus transversalis
- Elaphropus triloris
- Elaphropus trinervis
- Elaphropus tripunctatus
- Elaphropus trisulcatus
- Elaphropus tritax
- Elaphropus tshibindensis
- Elaphropus tshuapanus
- Elaphropus ubangiensis
- Elaphropus unistriatus
- Elaphropus unitarius
- Elaphropus vadoni
- Elaphropus vafer
- Elaphropus vagabundus
- Elaphropus vagans
- Elaphropus vandenberghei
- Elaphropus vangelei
- Elaphropus variabilis
- Elaphropus vernicatus
- Elaphropus victoriensis
- Elaphropus vigens
- Elaphropus virgatus
- Elaphropus vivax
- Elaphropus vixmaculatus
- Elaphropus walkerianus
- Elaphropus weigeli
- Elaphropus xanthopus
- Elaphropus yunax
- Elaphropus zoster
- Elaphropus zouhari